# Тейм, Лаклан
Лаклан Тейм (англ. Lachlan Tame; 14 ноября 1988, Госфорд) — австралийский гребец-байдарочник, выступает за сборную Австралии начиная с 2014 года. Бронзовый призёр летних Олимпийских игр в Рио-де-Жанейро, чемпион мира, многократный победитель и призёр регат национального значения. Также известен по соревнованиям австралийских пляжных спасателей.

## Биография
Лаклан Тейм родился 14 ноября 1988 года в городе Госфорд, штат Новый Южный Уэльс. С ранних лет увлекался серфингом и участвовал в соревнованиях пляжных спасателей, где имеет множество титулов и наград, как регионального, так и национального значения (в частности, в 2015 году включён в Зал славы пляжных спасателей Австралии). Начиная с 2013 года активно занимался греблей на байдарках и каноэ, проходил подготовку в клубе «Авока» под руководством тренера Джимми Оуэнса.
Первого серьёзного успеха на взрослом международном уровне в гребле на байдарках Тейм добился в сезоне 2014 года, когда попал в основной состав австралийской национальной сборной и побывал на чемпионате мира в Москве, откуда привёз награду серебряного достоинства, выигранную в зачёте двухместных байдарок вместе с напарником Кеном Уоллесом на дистанции 1000 метров — в финале их обошли только словаки Эрик Влчек и Юрай Тарр. Год спустя выступил на мировом первенстве в Милане, где в паре с тем же Уоллесом вновь завоевал серебро в двойках на тысяче метрах (на сей раз они уступили будущим олимпийским чемпионам немцам Максу Рендшмидту и Маркусу Гроссу) и одержал победу в двойках на пятистах метрах (неолимпийской дистанции), уверенно обогнав всех своих соперников в этой дисциплине.
Благодаря череде удачных выступлений Лаклан Тейм удостоился права защищать честь страны на летних Олимпийских играх 2016 года в Рио-де-Жанейро. Стартовал здесь в программе байдарок-двоек вместе с Кеном Уоллесом на дистанции 1000 метров — со второго места квалифицировался на предварительном этапе, затем на стадии полуфиналов финишировал первым и пробился тем самым в главный финал «А». В решающем финальном заезде пришёл к финишу третьим позади экипажей из Германии и Сербии, завоевав тем самым бронзовую олимпийскую медаль.
В 2017 году выиграл чемпионат Австралии в одиночках на двухстах метрах.